# Marquesado de Balboa
El marquesado de Balboa es un título nobiliario español creado por el rey Alfonso XII, por real decreto el 15 de octubre de 1880 y el subsiguiente real despacho del 10 de febrero de 1882, a favor de Pedro José Navarro de Balboa y Montañés, alcalde de La Habana.

## Marqueses de Balboa
|                          | Titular                                     | Periodo                  |
| Creación por Alfonso XII | Creación por Alfonso XII                    | Creación por Alfonso XII |
| ------------------------ | ------------------------------------------- | ------------------------ |
| I                        | Pedro José Navarro de Balboa y Montañés     | 1882-1897                |
| II                       | Felisa Navarro de Balboa y Sánchez-Yebra    | 1898-1915                |
| III                      | Enrique de Borbón y de León                 | 1917-1936                |
| IV                       | Isabel de Borbón y Esteban de León e Iranzo | 1956-2010                |
| V                        | Alfonso de Borbón y de Caralt               | 2010-2018                |
| VI                       | María Leticia de Borbón y de Rojas          | 2019-actual titular      |

## Historia de los marqueses de Balboa
- Pedro José Navarro de Balboa y Montañés (Razbona, 9 de abril de 1828-La Habana, 18 de abril de 1897), I marqués de Balboa,[1] alcalde de La Habana, gran cruz de la Orden de Isabel la Católica, de la Orden de Carlos III, caballero de la Orden del Santo Sepulcro, y cruz blanca de la Orden del Mérito Militar.[2] Era hijo del general José de la Trinidad Navarro de Balboa, natural de Lorca, y de Ana de Montañés y San Germán.[2]

Casó en 1868 con Inés María de la Concepción Jorge de Goyri y Adot dama de la Orden de las Damas Nobles de la Reina María Luisa. Sin descendencia, le sucedió su sobrina, hija de su hermano Fernando Navarro de Balboa y Montañés, caballero de la Orden de Malta y director general de correos de la isla de Cuba, y de su esposa Josefa Sánchez-Yebra y Calderón de la Barca, natural de Ávila.
- Felisa Navarro de Balboa y Sánchez-Yebra (Estepa, 18 de mayo de 1836-2 de marzo de 1915),[2] II marquesa de Balboa.[1]

Casó en primeras nupcias, en 1860, con Carlos de León y Navarrete (Tolosa, 20 de enero de 1817-12 de abril de 1863), de quien fue su segunda esposa ya que este había casado anteriormente con María del Pilar de Gregorio y Ayanz de Ureta, padres de María del Pilar de León y Gregorio, I marquesa de Squilache, grande de España. Contrajo un segundo matrimonio, en Granada el 21 de febrero de 1873, con Joaquín de Zayas-Fernández de Córdoba y Madrid. Le sucedió, por real carta del 24 de mayo de 1917, su nieto, hijo de María Felisa de León y Navarro de Balboa y de su esposo Francisco de Paula de Borbón y Castellví, primo del rey Alfonso XII, militar, caballero de la Orden del Toisón de Oro, de la Orden de San Hermenegildo y de la Orden del Mérito Militar:
- Enrique de Borbón y de León (Madrid, 6 de julio de 1894-20 de octubre de 1936[3]),[2] III marqués de Balboa[1] y capitán de caballería.

Casó, el 15 de junio de 1917, con Isabel de Esteban e Iranzo (n. Madrid, 6 de junio de 1894), III condesa de Esteban. En 1956, le sucedió su hija, que había obtenido autorización provisional en 1941 por la Diputación de la Grandeza.
- Isabel de Borbón y Esteban de León e Iranzo (Madrid, 23 de septiembre de 1918[2]-2009), IV marquesa de Balboa[1][2] y IV condesa de Esteban. Donó al Museo del Prado obras de Tiépolo, Federico de Madrazo y de José de Madrazo.[4] Creó la «Fundación Marquesa de Balboa Ancianos Solitarios Venidos a Menos».[5]

En 2010, le sucedió su primo, hijo de Alfonso de Borbón y León, II marqués de Squilache, grande de España, y de María Luisa de Caralt y Mas.
- Alfonso de Borbón y Caralt (m. noviembre de 2018), V marqués de Balboa[6] y III marqués de Squilache, grande de España.

Casó, el 7 de enero de 1958, con María Teresa de Rojas Roca de Togores (n. 1929), VII condesa de Torrellano, X marquesa del Bosch de Arés, grande de España, XII y XIV marquesa de Beniel y VII condesa de Casa Rojas. En 2019, le sucedió su hija:
- María Leticia de Borbón y de Rojas (n. 1962), VI marquesa de Balboa[1][7] y VIII condesa de Torrellano.[8]

Casó con Antonio de Benavides y González-Rivera.